# 盐带

盐带

盐带（英語：Salt Belt）是美国的冬季使用除冰盐来控制道路冰雪的地区。盐带州包括康乃狄克州、特拉华州、伊利诺伊州、印第安纳州、艾奥瓦州、堪薩斯州、肯塔基州、缅因州、马里兰州、麻薩諸塞州、密歇根州、明尼蘇達州、密蘇里州、内布拉斯加州、新罕布什尔州、新泽西州、纽约州、北达科他州、俄亥俄州、宾夕法尼亚州、羅德島州、佛蒙特州、弗吉尼亚州、西維吉尼亞州、威斯康辛州和华盛顿哥伦比亚特区。蒙大拿州、怀俄明州、科羅拉多州和犹他州等其他州也被视为盐带的一部分，但较少使用除冰盐。

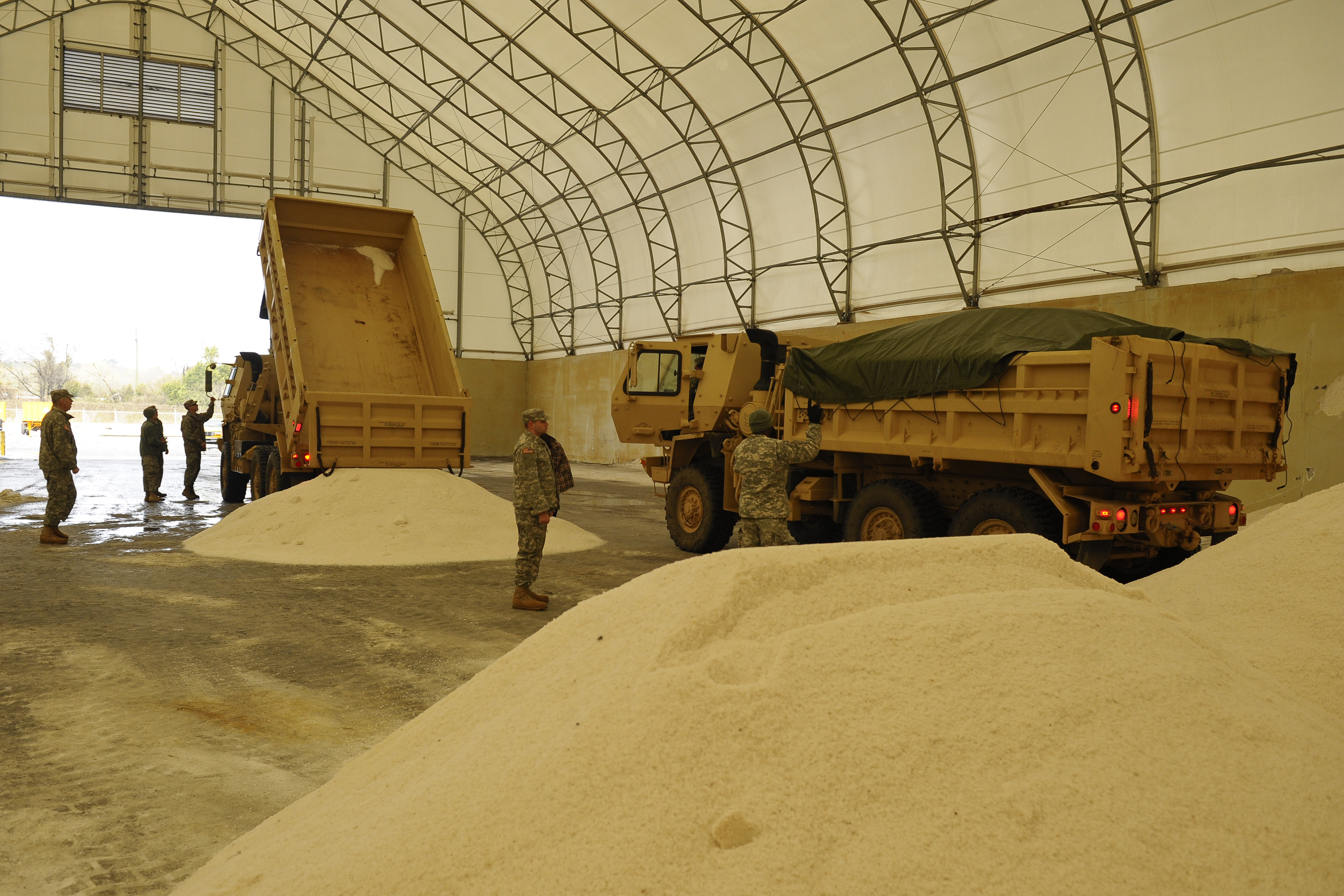
大型卡车运送的道路用除冰盐

道路用除冰盐是导致汽车零部件腐蚀的常见原因。与美国其他地区相比，盐带的汽车往往生锈得更快，制动管路、电线和结构部件受到不利影响，因而变得不安全。汽车制造商针对腐蚀问题的召回通常仅针对盐带州的车辆。